# Gordon Woodbury
Gordon Woodbury (1863-1924) là phụ tá Bộ trưởng Hải quân Hoa Kỳ từ 1920 đến 1921.

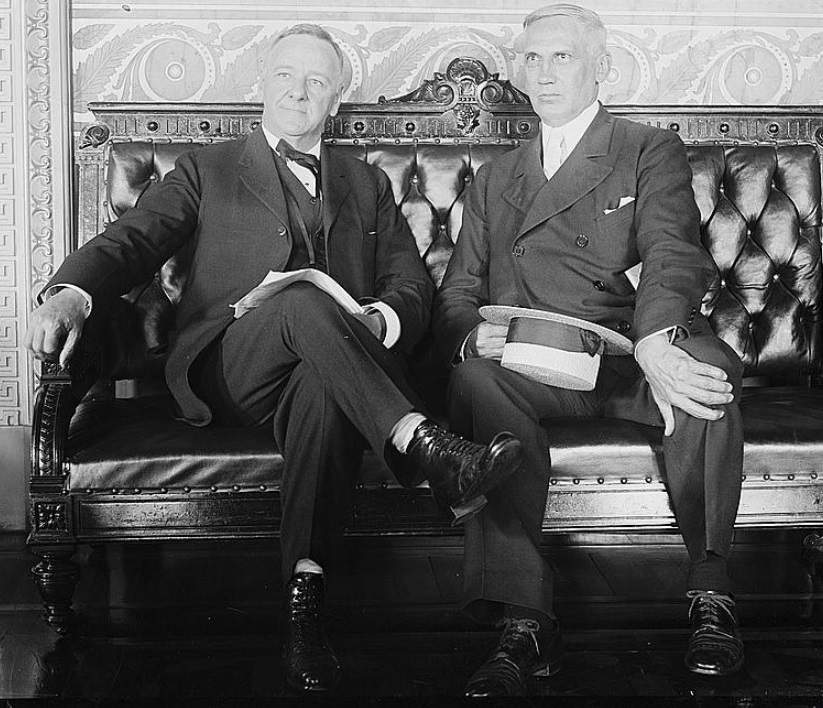
Woodbury (trái) gặp gỡ với Bộ trưởng Hải quân Josephus Daniels, 1920

Woodbury là người kế vị của Roosevelt và sau đó ông giữ chức Trợ lý Bộ trưởng Hải quân từ ngày 27 tháng 8 năm 1920 cho đến ngày 9 tháng 3 năm 1921. Ông mất do sự cố chìm tàu năm 1924